# Мечеть Магоки-Аттари
Мечеть Магоки-Аттари (узб. Magʻoki attori masjidi) — памятник средневековой архитектуры; колонно-купольная мечеть XII—XVI веков в историческом центре Бухары (Узбекистан). Находится на более чем 4,5 метров ниже уровня земли, интересна своим резным декором.
Древнейшая из сохранившихся до наших дней памятников Бухары. Расположена в центре города, между шахристаном и каналом Шахруд, у торгового купола Токи Саррофон, на территории базаров, функционировавших здесь с доисламского времени до 1930-х годов.
Как часть «Исторического центра города Бухара» в 1993 году была включена в список объектов всемирного наследия ЮНЕСКО и в настоящее время в ней располагается музей ковровых изделий.

## Название
Название мечети не раз менялось. В IX — начале XIII веков она называлась Мах (Лунный); в XVI веке — Магок или Магоки Аттари (яма аптекарей); в XVII веке её, чтобы не путать с мечетью Магоки Курпа, переименовали в Магоки кухна (Старый Магок).

## История
Обычно ступени, поднимаясь вверх, ведут к зданию. Но в Бухаре у памятников можно наблюдать обратное — ступени идут вниз. Чем древнее памятник, тем мощнее культурные напластования вокруг него. Как бы через ступени времени идём в глубь истории. Перепад от XX века к XII веку особенно ясно чувствуется при подходе к мечети Магоки-Аттари.
Первые мечети закладывались в Мавераннахре (так называли арабы среднеазиатское Двуречье) арабами ещё в процессе завоевания отдельных его областей, притом лишь в главных городах, с целю обращения населения в новую веру, их нередко закладывали на месте доисламских культовых сооружений. Так, в Бухаре мечеть Магоки-Аттари возникла на месте былого храма огня. Её история восходит в далёкую согдийскую страну, когда на этом участке располагался базар Мах (Лунный), был храм и новогодний праздник Навруза, продавались образки народных божеств.
С утверждением ислама, первая мечеть между шахристаном и каналом Шахруд, на территории базаров, функционировавших здесь с доисламского времени до 1930-х годов, была возведена на месте языческого храма и называлась Мах, по другой же версии огнепоклонник Мах, обратившийся в ислам, превратил свой дом в мечеть.
Археологические исследования показали, что в конце IX—XI веках на этом месте было два монументальных здания. Нижняя мечеть имела внешние кирпичные стены, кирпичный же пол, плоское перекрытие на мощных деревянных балках, опиравшихся на резные деревянные колонны. Археологически было установлено, что именно на этом месте было капище огнепоклонников, которое позже приспособлено мечеть; снаружи мечеть декорирована фигурной кладкой из пилёного жжёного кирпича. Она сгорела во время большого пожара 937 года и долгое время лежала в руинах. Радикально перестроенная мечеть из жжённого кирпича с плоским перекрытием зала на круглых колоннах была меньшего размера. В интерьере она была декорирована росписями, резьбой по глине и резным раскрашенным ганчем. Со временем мечеть обветшала и во второй половине XII века на её месте было выстроено новое здание, сохранившееся до наших дней.
Постепенно здание затягивалась культурным слоем, разрушалось. В XV веке рухнула арка южного портала. К первой половине XVI века мечеть так «погрузилась» в грунт, что в период большой реконструкции этой части города правителем Абдулазиз-ханом (1540—1550) её даже хотели снести. Но этому воспрепятствовал Махдуми Азам (ум. 1542), лидер суфийского братства Накшбандия, любивший в мечети Магоки Аттари молиться и предаваться размышлениям. В результате мечеть была восстановлена по старому плану, но с новыми конструкциями перекрытий. Круглые колонны в интерьере были заменены квадратными, на них опирались двойные купола перекрытия, нишу михраба облицевали мрамором. В верхней части восточной стены пробили вход и пристроили небольшой вестибюль, соединённый лестницей с залом мечети. В нише портала перед вестибюлем над входом в мечеть разместили мозаичную строительную надпись с датой реконструкции, от которой до нашего времени сохранился небольшой фрагмент.
Считается, что до постройки первой синагоги в Бухаре евреи молились в одном помещении с мусульманами в Магоки-Аттари. По одной версии бухарские евреи молились с мусульманами в одно и то же время, но в разных углах. По другой — евреи приходили туда только по окончании молитв мусульман. Этим можно объяснить обычай, существующий у бухарских евреев, заканчивать утреннюю молитву словами «Шалом алейхем» («Мир вам»). Этот обычай отсутствует у европейских евреев.
К началу XX века мечеть была почти до кровли затянута землёй, возвышались лишь полуразрушенные купола и часть портала XVI века. В 1930-х годах здесь были произведены значительные по объёму археологические исследования и реставрационные работы, продолженные в 1970—1980-х годах. Однако В. А. Шишкину, заложившему раскопок у мечети Магоки-Аттари не удалось из-за интенсивного выступления грунтовых вод углубится ниже 12 метров от дневной поверхности и дойти до материкового слоя.
С 1991 года в Магоки-Аттари функционирует экспозиция музея ковровых изделий. Здесь представлены прекрасные образцы узбекских, туркменских, персидских, казахских, армянских ковров и паласов, хурджинов, и украшений для юрт XVIII—XX веков. Шерстяные и шёлковые изделия украшены геометрическими, растительными, космогоническими и зооморфными мотивами.
В 1993 году мечеть включена в список объектов всемирного наследия ЮНЕСКО.

## Архитектура
Мечеть представляет собой прямоугольное здание размером 13,35х17,6 метров, вытянутое с востока на запад. 6 массивных прямоугольных столбов делят его пространство на 12 частей, перекрытых куполами; посреди западной стены расположена простая ниша михраба. Основание здания лежит более чем на 4,5 метров ниже современного уровня земли.
У мечети два входа. Южный, сдвинутый к востоку, был открыт во время исследовательских и реставрационных работ 1934—1935 годов. Он представляет собой портал — «пештак» (с не сохранившейся главной аркой), украшенный резной терракотой, со вставками резного ганча и голубой майоликовой надписью по архивольту внутренней арки входа. Этот уникальный по изысканной красоте декор несомненно датируется XII веком, то есть временем Караханидов, когда Бухара была одним из самых крупных центров архитектурно-строительной деятельности на Востоке. К этому же времени относится и внутреннее устройство мечети, пол которой совпадает с полом южного портала.
Восточный вход в виде небольшого портала традиционной формы был пристроен в XVI веке и перестроен в нынешнем виде лишь в начале XX века. Он был возведён на исторических напластованиях, поэтому отсюда внутрь мечети ведёт грубая лестница, загромоздившая помещение почти на половину его длины. Внутри ниши восточного портала частично сохранилась посвятительная надпись XVI века, написанная жёлтыми буквами («под золото») на синем фоне. Надпись выполнена профессионально исполненным почерком сулюс. Диакритика регулярная. В верхней части этого текста белыми буквами почерком куфи повторяется — «Аллах велик».

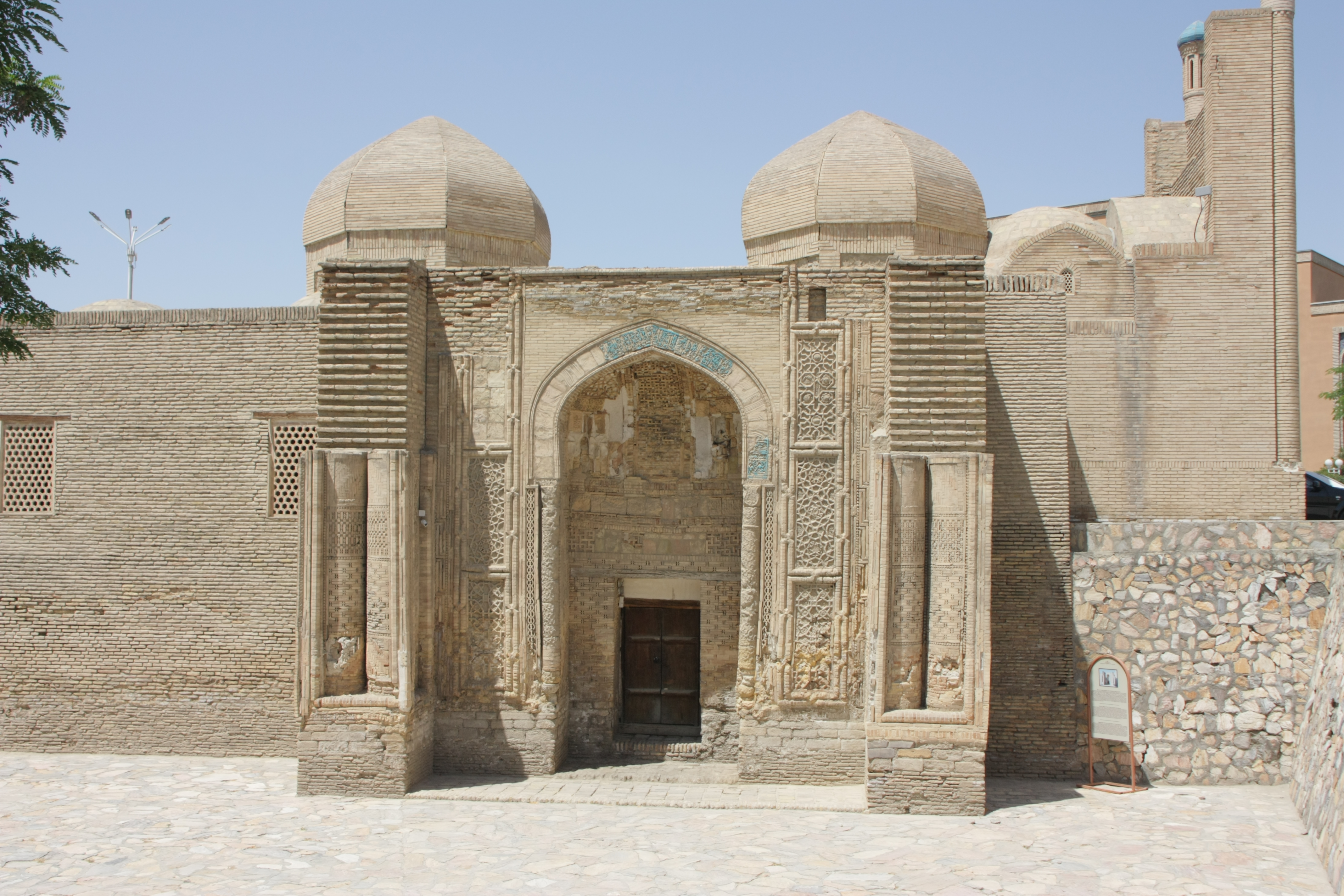
Южный портал XII в.
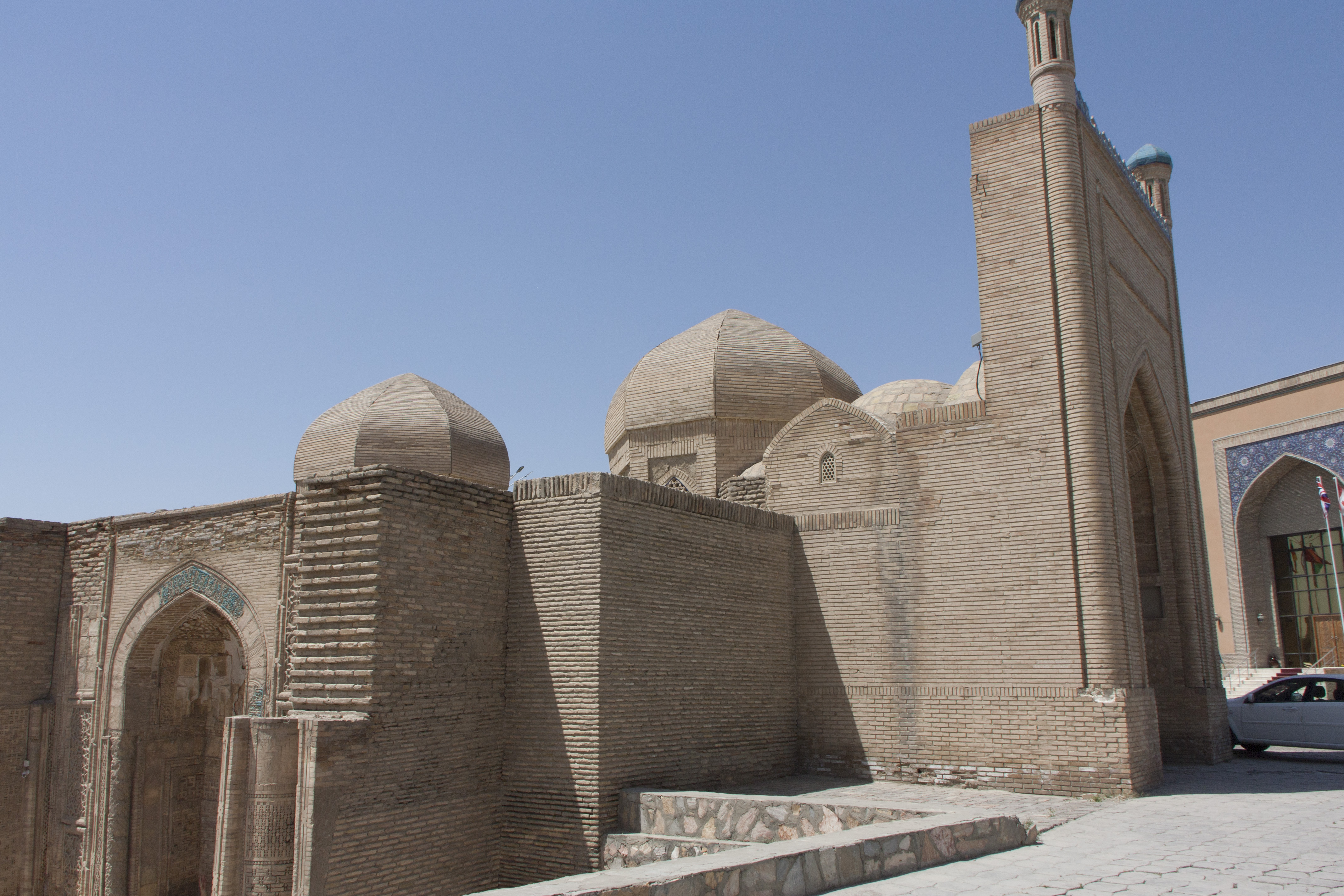
Вид мечети с юго-восточной стороны.
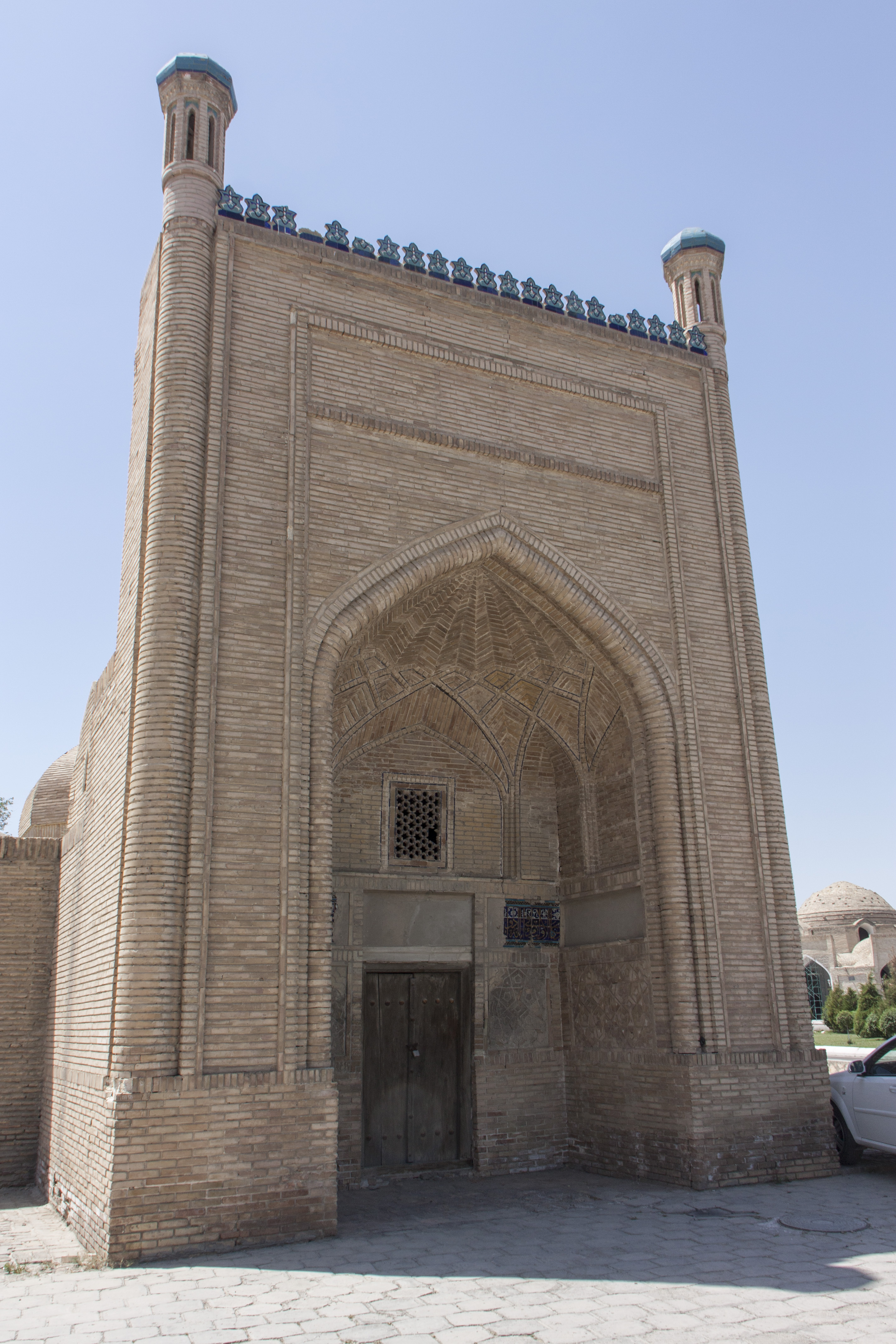
Восточный портал XX в.

Шестистолпная бухарская мечеть Магоки-Аттари интересна необычайно богатым, пластичным, подчёркнуто праздничным решением портала. Арка и широкая полуарка портала покрыты мелким, вырезанным в терракоте курсивом надписей. Углы портальной ниши заняты сталактитами, образующими в совокупности подобие конхи. Пилоны портала оформлены встречными четвертными колоннами, кривая поверхность которых выложена парным шлифованным кирпичом с бантиками и поясом очень дробных кирпичиков вверху. Нишу портала обегает пояс геометрического, резного по алебастру узора. Портал мечети возрождает старую систему гофр в новом декоративном решении. Кирпичная кладка образует валики, которые через определённые интервалы переплетаются друг с другом.
Главный элемент композиции — большая нища, перекрытая полукуполом, акцентирующая вход в мечеть. Она оформлена стрельчатой аркой, поддерживаемой резными каменными колоннами. По её архивольту пропущена лента резной поливной терракотовой надписи, выполненная почерком цветущий куфи. На щековых стенах ниши также сохранились фрагменты эпиграфики в технике резной неполивной терракоты. К сожалению, при одном из больших ремонтов мечети плитки с эпиграфикой были перепутаны и прочесть текст не представляется возможным.
Удлинённое по вертикали прямоугольные декоративные панно на фасаде южного портала обрамлены «плетёнкой» из профилированного кирпича. Поле панно заполнено системой пересекающихся двенадцати угольников на узких кирпичиков, создающих ясный геометрический орнамент. Рельефный кирпичный орнамент чётко воспринимается на алебастровом фоне, покрытом сочной резьбой, изображающего сильно стилизованных, доведённых почти до абстракции птиц, изящные очертания которых смягчают сухость основного геометрического орнамента.
Округлые поверхности устоев портала обрамлены по краям вертикальными полосами из шлифованного кирпича. Они расчленены на отдельные панно, заполненные в основном выкладкой сдвоенными кирпичами в шахматном порядке, которые разделены терракотовыми рельефными вставками — «бантиками». Выделяется панно, выложенное рядами вертикально поставленных кирпичиков, чередующихся с бантиками и разделённых по вертикали двумя или тремя рядами терракотовых квадратиков и ромбиков, расположенных в шахматном порядке. Панно оконтуривается лентой ромбиков. Между элементами орнамента образуются глубокие затенённые цели, что создаёт впечатление решётчатой композиции. Эффект усиливается за счёт применения терракотовых элементов различных оттенков. Так, прямоугольные и квадратные элементы имеют светло-золотистый цвет, а примыкающие к ним ромбические вставки — красно-охристый.
Все разнообразие архитектурного декора Магоки-Аттари — фигурные кладки из шлифованного кирпича, резные изразчатые кирпичики, образующие комбинации различных узоров, кирпич отёсанный, обрисовывающий сочный рельефный гирих, внутреннее заполнение элементов которого составляют резные терракотовые плитки и частично поливная терракота в архивольте портальной арки, — органично сочетается в оформлении стен, устоев портала и внутренних поверхностей портальной нищи.

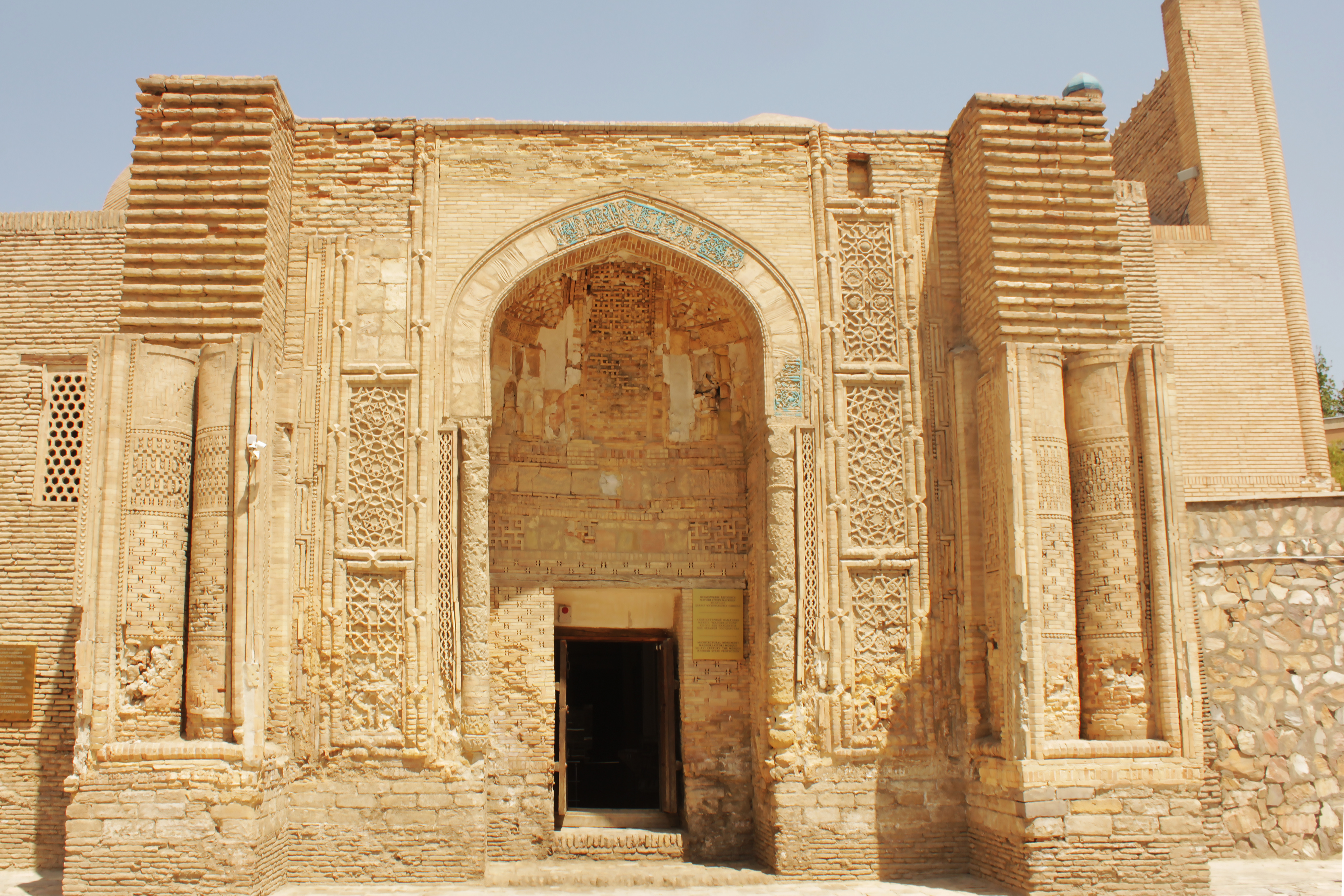
Южный фасад.
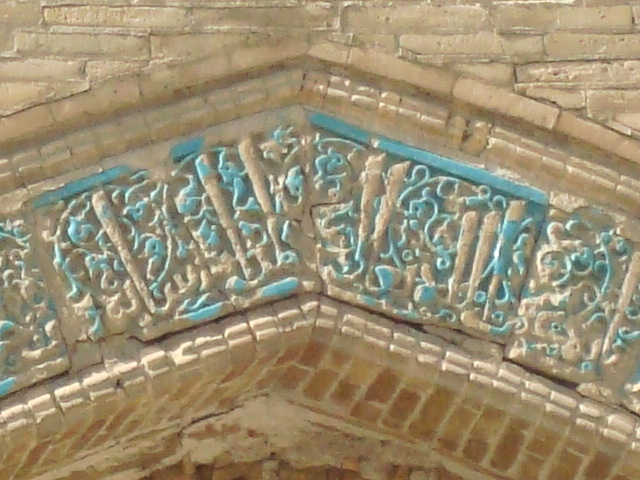
Деталь южного фасада.